# Angela Jackson
Angela Jackson, va néixer el 1946. Doctora en història, la tesi doctoral d'Angela Jackson, "British Women and the Spanish Civil War" (Dones britàniques i la Guerra Civil espanyola) va ser publicada el 2002 per l'editorial Routledge de Londres. Després ha escrit Més enllà del camp de batalla: Testimoni, memòria i record d'una cova hospital en la Guerra Civil espanyola, en català (Cossetània Edicions) i en anglès. Basada en aquestes investigacions, l'any 2007 va aparèixer la seva novel·la, Warm Earth (Terra càlida). Viu al Priorat, on continua involucrada en la conservació de la memòria històrica de la guerra mitjançant la seva feina a l'associació No jubilem la memòria, una iniciativa sorgida de persones interessades a conservar la història recent, especialment els fets històrics i la memòria del període de la Segona República Espanyola i la Guerra Civil espanyola (1931-39) a la comarca del Priorat. El seu segon llibre amb Cossetània és Els brigadistes entre nosaltres.
El 2012 va publicar Para nosotros era el cielo, editat per Ediciones San Juan de Dios (del Campus Docent Sant Joan de Déu, adscrit a la Universitat de Barcelona i a l'Hospital Sant Joan de Déu), que explica el periple vital de Patience Darton, una jove infermera britànica, intel·ligent i atractiva, que va decidir abandonar la vida convencional de l'Anglaterra dels anys trenta i viatjar a Espanya, un país llunyà i esquarterat per la Guerra Civil.